# براد لينكولن
براد لينكولن (بالإنجليزية: Brad Lincoln)‏ هو لاعب كرة قاعدة أمريكي، ولد في 25 مايو 1985 في لايك جاكسون في الولايات المتحدة.

## وصلات خارجية
- براد لينكولن على موقع دوري كرة القاعدة الرئيسي (الإنجليزية)
- براد لينكولن على موقعبيزبول رفرنس.كوم (الدوري الرئيسي) (الإنجليزية)
- براد لينكولن على موقعبيزبول رفرنس.كوم (الدوري الثانوي) (الإنجليزية)
- براد لينكولن على موقع إي إس بي إن.كوم (أم.أل.بي) (الإنجليزية)
- براد لينكولن على موقع مشجعي الرسوم البيانية (الإنجليزية)